# Sainpuits
Sainpuits là một xã của Pháp nằm ở tỉnh Yonne trong vùng Bourgogne-Franche-Comté, cự ly 200 km về phía nam của Paris.

## Hành chính
| Danh sách các thị trưởng               |           |                    |      |         |
| Giai đoạn                              | Giai đoạn | Tên                | Đảng | Tư cách |
| Tháng 3 2001                           | 2014      | Jean-Marie Caillon |      |         |
| Tất cả các dữ liệu trước đây không rõ. |           |                    |      |         |

Les habitants de Sainpuits sont appelés des Sanépuisiens.

## Thông tin nhân khẩu
| Năm | 1879 | 1962 | 1968 | 1975 | 1982 | 1990 | 1999 | 2007 |
| --- | ---- | ---- | ---- | ---- | ---- | ---- | ---- | ---- |
| Dân số | 879  | 513  | 574  | 421  | 352  | 321  | 299  | 330  |
| From the year 1962 on: No double counting—residents of multiple communes (e.g. students and military personnel) are counted only once. |      |      |      |      |      |      |      |      |